# Hydraena audisioi
Hydraena audisioi är en skalbaggsart som beskrevs av Manfred A. Jäch 1992. Hydraena audisioi ingår i släktet Hydraena och familjen vattenbrynsbaggar. Inga underarter finns listade i Catalogue of Life.